# Калужский приборостроительный завод «Тайфун»

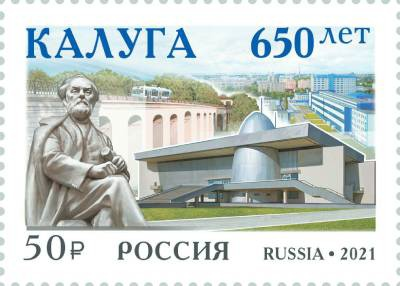
Приборостроительный завод «Тайфун» (справа вверху) на почтовой марке России 2021 года, посвящённой 650-летию Калуги

Калужский приборостроительный завод «Тайфун» (сокращенно — АО «Тайфун») — российское акционерное общество, одно из крупнейших промышленных предприятий Калужской области, успешно ведущее разработку и производство сложной радиоэлектронной техники гражданского и специального назначения. Штаб-квартира компании расположена в Калуге. Предприятие входит в Концерн «Моринформсистема-Агат».
На 2015 год на заводе работают около 2000 человек, из них разработками занимаются около 350.

## История
Решение о начале строительства приборостроительного завода «Тайфун» в городе Калуга было принято в 1970 году Постановлением ЦК КПСС и СМ СССР от 1.09.1969 г. № 715—250 «О плане проектирования и программе строительства кораблей и судов на 1971-80 г.г.»
1 февраля 1973 года, завод приказом Минсудпрома СССР от 18.01.1973 года № 13 внесён в список действующих заводов страны.
Изначально на завод возлагались задачи по организации серийного производства корабельных радиолокационных станций и комплексов выдачи целеуказания типа «Гарпун», «Галс», «Топаз», «Гарпун Б» разработки ведущих НИИ СССР, в том числе, ЦНИИ «Гранит» (г. Ленинград), ВНИИ «Квант» (г. Киев), ВНИИ «Альтаир» (г. Москва).
В 1970-е годы заводом руководил директор Виталий Бурыгин, во многом благодаря ему завод стал самостоятельным успешным предприятием, а вокруг него начал расти новый жилой микрорайон Калуги, название которому дал завод.
В 80-х годах завод специализируется на создании РЛС, обеспечивающих освещение воздушной и надводной обстановки, целераспределение и целеуказание системам управления корабельных артиллерийских и ракетных комплексов в сложных условиях помех.
В это время завод осуществил серию экспортных поставок радиолокационных станций «Гарпун-Э», «Позитив-Э» и береговых ракетных комплексов «Рубеж» для вооружённых сил Алжира, Болгарии, Вьетнама, ГДР, Ливии, Польши, Индии, Сирии, Югославии и Кубы.
С 1992 года завод возглавлял В. С. Немыченков.
17 июня 1994 года завод преобразован в АООТ и приватизирован с закреплением 25,5 % акций в федеральной собственности.
В период 90-х годов, упали объёмы производства завода, численность штата значительно сократилась. Однако были сохранены основные технологии, дееспособность конструкторских и технологических служб, связи с поставщиками, что позволило и далее осваивать выпуск и проводить модернизацию сложных радиотехнических комплексов.
Одновременно завод стал выпускать гражданскую продукцию: радиорелейная станция, медицинское оборудование по диагностике заболеваний, стационарный металлообнаружитель «Гвоздика». Настоящей удачей для завода стал выпуск детских спортивных комплексов «Юниор» — они стали хорошо идти на экспорт в Германию и США, и к 1993 году товары народного потребления от общего объёма производства завода составили 34,1 %.
25 июня 1998 года завод преобразован в Открытое акционерное общество, а летом 2015 в акционерное общество (АО).
С 27 июня 2002 года завод получил статус научно-производственного предприятия, при Совете директоров завода создан Научно-технический Совет. В феврале 2003 года был заключён договор о сотрудничестве с Калужским филиалом МГТУ им. Н. Э. Баумана, в результате на предприятии появился филиал университетской кафедры. По состоянию на 2015 год на заводе работают четыре кандидата наук, а ещё 15 заводских аспирантов готовятся к защите своих диссертаций.
С 2004 года входит в концерн «Моринформсистема-Агат».
На июнь 2012 года на предприятии работало 2073 человека.
Выручка «Тайфуна» за 1 полугодие 2012 года снизилась на 16 % — до 969 млн руб. по сравнению с 1.161 млрд руб. годом ранее; при этом чистая прибыль уменьшилась в два раза — до 41 млн руб. по сравнению с 82 млн руб. за аналогичный период прошлого года.
18 августа 2016 года состоялась церемония открытия жилого поселка «Тайфунская слобода», построенного на собственные средства завода для своих сотрудников.
1 июня 2018 года в честь завода «Тайфун» в Калуге была установлена памятная стела. В церемонии открытия приняли участие Городской Голова Дмитрий Разумовский, первый заместитель губернатора Дмитрий Денисов, руководители и сотрудники предприятия.

## Продукция
За всю историю своего существования Калужский приборостроительный завод выпустил более десяти тысяч сложных радиотехнических комплексов для оснащения ими кораблей военного и гражданского флота России.
Основным направлением деятельности является производство сложных радиоэлектронных корабельных и береговых комплектов для нужд ВМФ и гражданских служб как России, так и ряда зарубежных государств, а также блоков питания, импульсных систем вторичного электропитания для любой радиоэлектронной аппаратуры, электронных систем безопасности, обнаружения и контроля доступа.
Конкретные новые виды продукции, производимые предприятием, не подлежат раскрытию в соответствии с п. 36 Указа Президента РФ от 30.11.95 г. № 1203 в связи с принадлежностью предприятия к оборонной отрасли.
При этом известно, что одно из основных изделий на 2015 год — береговой ракетный комплекс «Бал-Э», также серийно выпускает российский мобильный береговой комплекс радиоразведки «Монолит-Б» и корабельную трёхкоординатную активную радиолокационную станцию (РЛС) «Позитив-М», предназначенную для обнаружения и сопровождения воздушных, в том числе низколетящих, и надводных целей. Также выпускает товары народного потребления (детские спортивные комплексы «Юниор», металлоискатель «Гвоздика»).

## Санкции
25 февраля 2023 года, на фоне вторжения России на Украину, завод попал под санкции всех стран Евросоюза за производство и поставку систем вооружения, которые «активно используются российскими вооруженными силами в агрессивной войне против Украины»

Береговой ракетный комплекс Бал-Э, разработанный АО «Тайфун» для Министерства обороны РФ, был использован российскими вооруженными силами для пуска крылатых ракет по украинским наземным целям в Одесской области в июне 2022 года. Кроме того, береговой тактический ракетный комплекс «Рубеж-МЭ», разработанный АО «Тайфун», использовался российскими вооруженными силами для запусков ракет с Крымского полуострова с начала агрессивной войны России против Украины.— «Официальный журнал Европейского союза», Брюссель, 25 февраля 2023 года
21 февраля 2024 года завод включён в санкционный список Канады против организаций связанных с военно-промышленным комплексом. По аналогичному основанию завод находится под санкциями США, Украины и Швейцарии.

## Статьи и публикации
- Немыченков В. ОАО «Калужский приборостроительный завод «Тайфун»: перспективы и возможности // Военный парад : журнал. — 2002. — Май-июнь (т. 51, № 03). — С. 84—86. — ISSN 1029-4678.